# Birkenhöhe (Bernau bei Berlin)
Birkenhöhe ist eine typische Streusiedlung als Wohnquartier und seit 2014 ein eigener Ortsteil der Stadt Bernau bei Berlin im Landkreis Barnim.

## Geografie

### Geographische Lage
Birkenhöhe liegt südlich von Bernau bei Berlin und ist im Norden von Lindow, westlich von Schwanebeck, östlich von Börnicke, südöstlich von Elisenau,  Birkholzaue und südlich von Birkholz umschlossen.
Die Hauptstraße Börnicker Landweg stößt in westlicher Richtung auf die Landesstraße 312(L312) und in östlicher Richtung kreuzt er die Blumberger Chaussee.
Über verschiedene Buslinien ist der Ort mit dem Stadtzentrum Bernaus, wie auch der Siedlung Birkholz verbunden.

### Naturraum
Birkenhöhe liegt in einer von der Eiszeit geschaffenen sanft hügligen Grundmoränenlandschaft mit Kiefern und Mischwaldbestand. In der Umgebung finden sich Kleinstbiotope und landwirtschaftlich bewirtschaftete Ackerflächen. Durchzogen wird die Landschaft durch Oser die mit Kiefer bewachsen sind.

## Geschichte
Berliner Familien aus dem Bezirk Wedding siedelten ab 1923 im Süden Bernaus wild und stellten die ersten Holzhäuschen in ihren Gärten auf. Die ersten Lauben entstanden an der Lindenstraße und dem Börnicker Landweg. Zwei Unternehmer aus Berlin Dommert und Wuttke und die Bewohner machten Verträge mit Bernau und nannten die Laubenkolonie „Wudo“ (aus den Anfangsbuchstaben der beiden Unternehmer). Erst 1931 benannte die Stadt den Ort in Birkenhöhe um. Ein Bernauer Chronist schrieb: „Es waren Birken hier vorhanden und „Wudo“ war doch Phantasie, daran ist 31 entstanden also der Name Birkenhö“.
In den Wirren des Zweiten Weltkrieges blieben Anwohner auf ihren Wochenendgrundstücken. Nach Ende des Krieges kamen einige für immer in den Ort und bauten ihre Lauben in richtige Wohnhäuser um und aus. 1979 Gründete sich der „Verein der Kleingärtner Birkenhöhe e. V.“ und ein Gasthof „Waldschänke“ empfängt seine Gäste. Ein eigener Ortsbeirat gründete sich nach der Ortsteilbildung, bestehend aus Heidi Scheidt als Ortsvorsteherin, Peter Brandt als Stellvertreter und Skadi Berger. Alle 16 Nebenstraßen des Ortes sind nach Bäumen benannt und der Ortsteil ist mit Breitband-Internetzugang VDSL ausgebaut (Breitbandinfrastruktur Glasfaser 2020, gefördert durch das Land Brandenburg aus Mitteln der Europäischen Union). Mit der Busstadtlinie 892 hat man Anschluss nach Berlin über den Bahnhof in Bernau und über Schwanebeck und Birkholz geht es zurück nach Birkenhöhe.

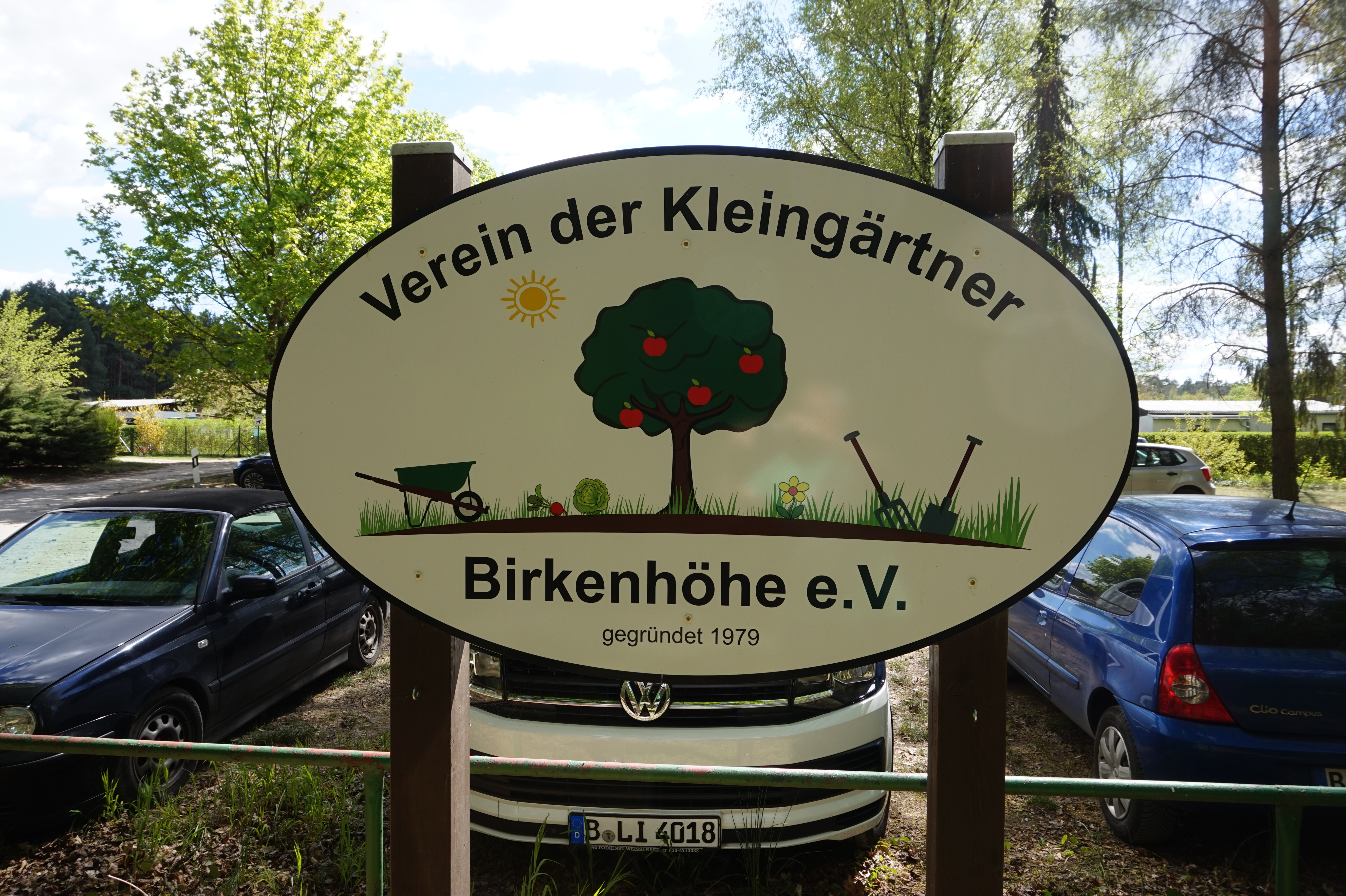
Vereinsschild der Kleingartenanlage in Birkenhöhe
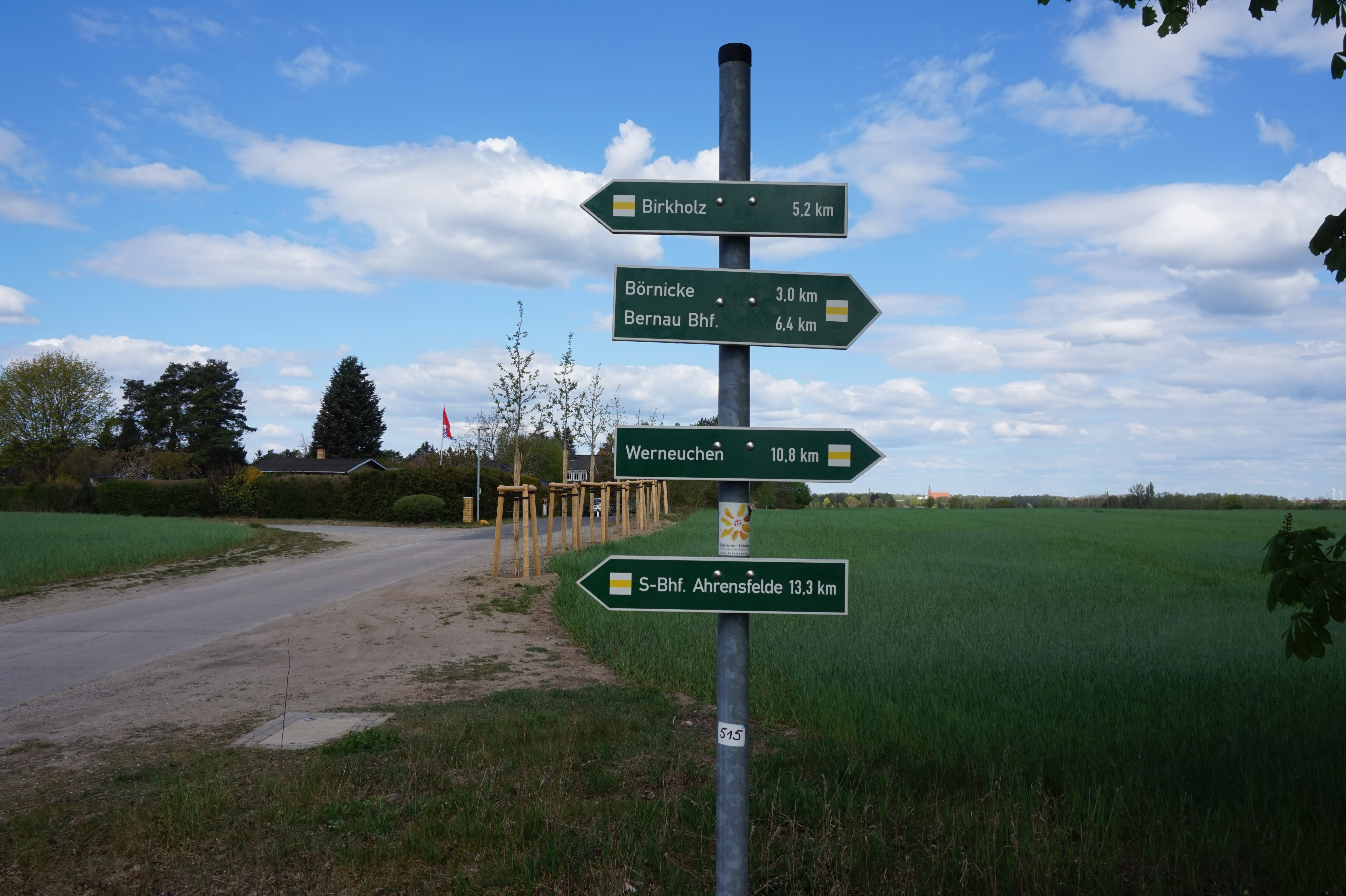
Wanderwegsbeschilderung Birkenhöhe
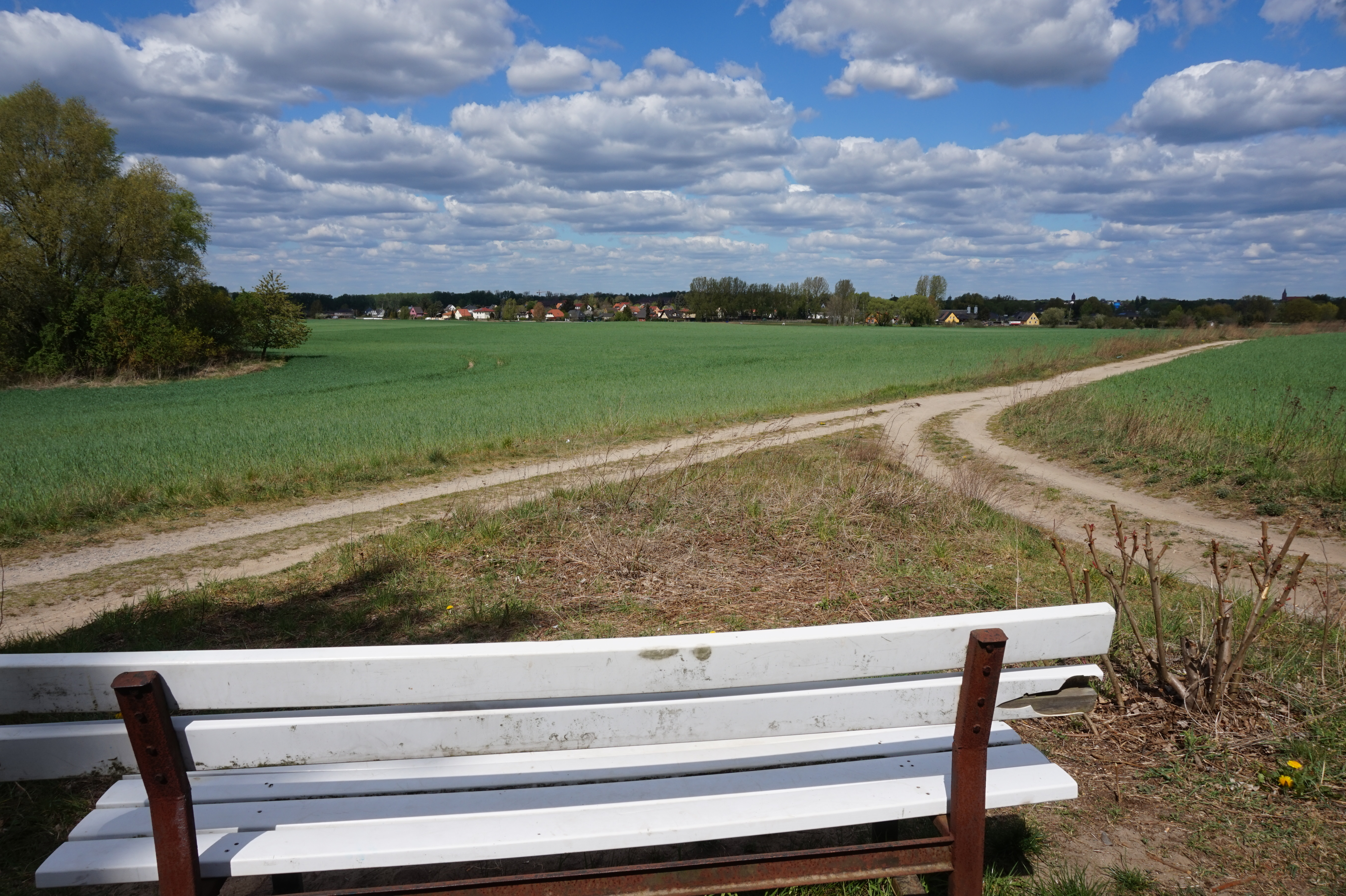
Aussichtspunkt in Birkenhöhe Richtung Lindow
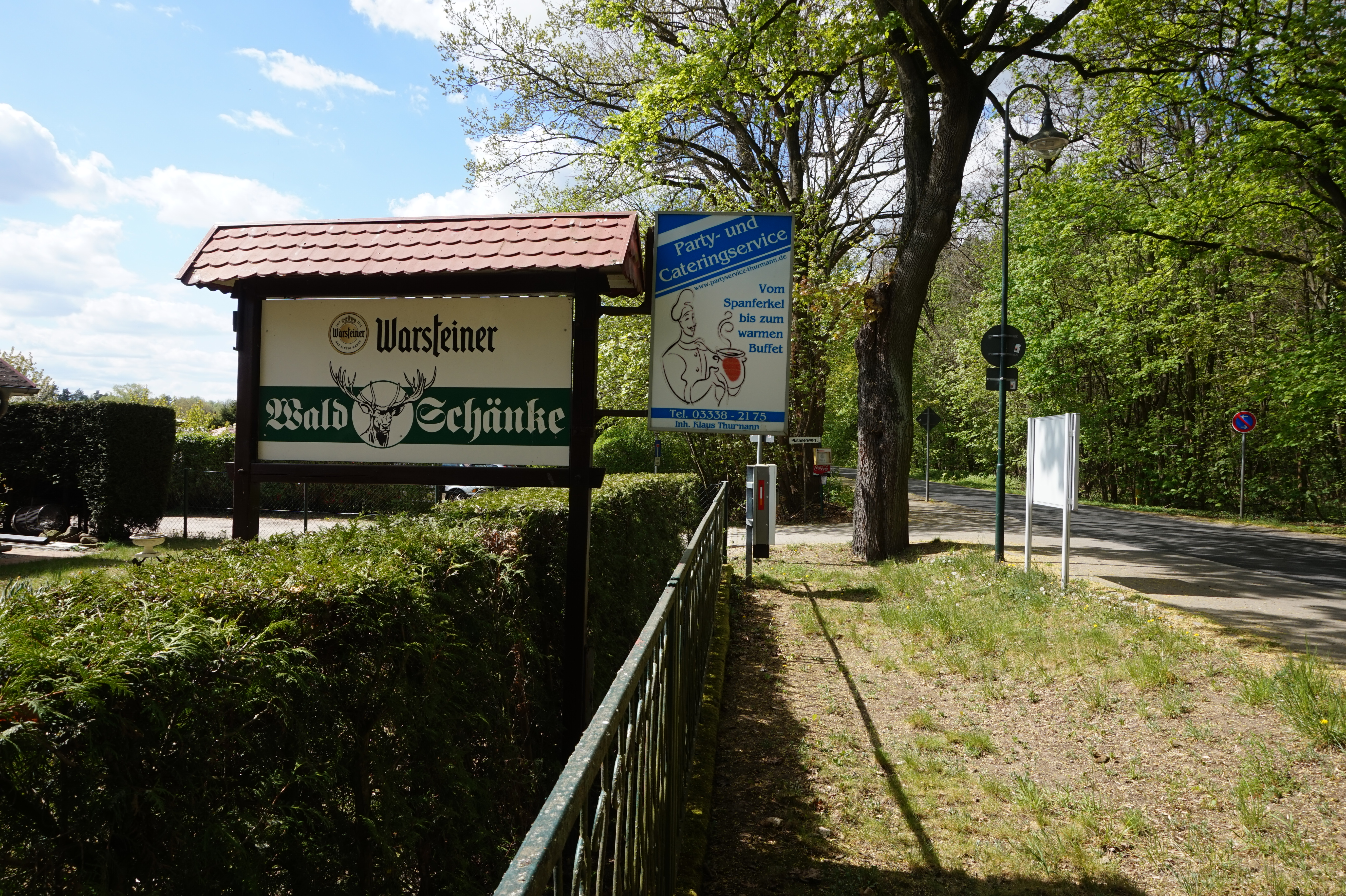
Werbeschild der Gaststätte Waldschenke in Birkenhöhe
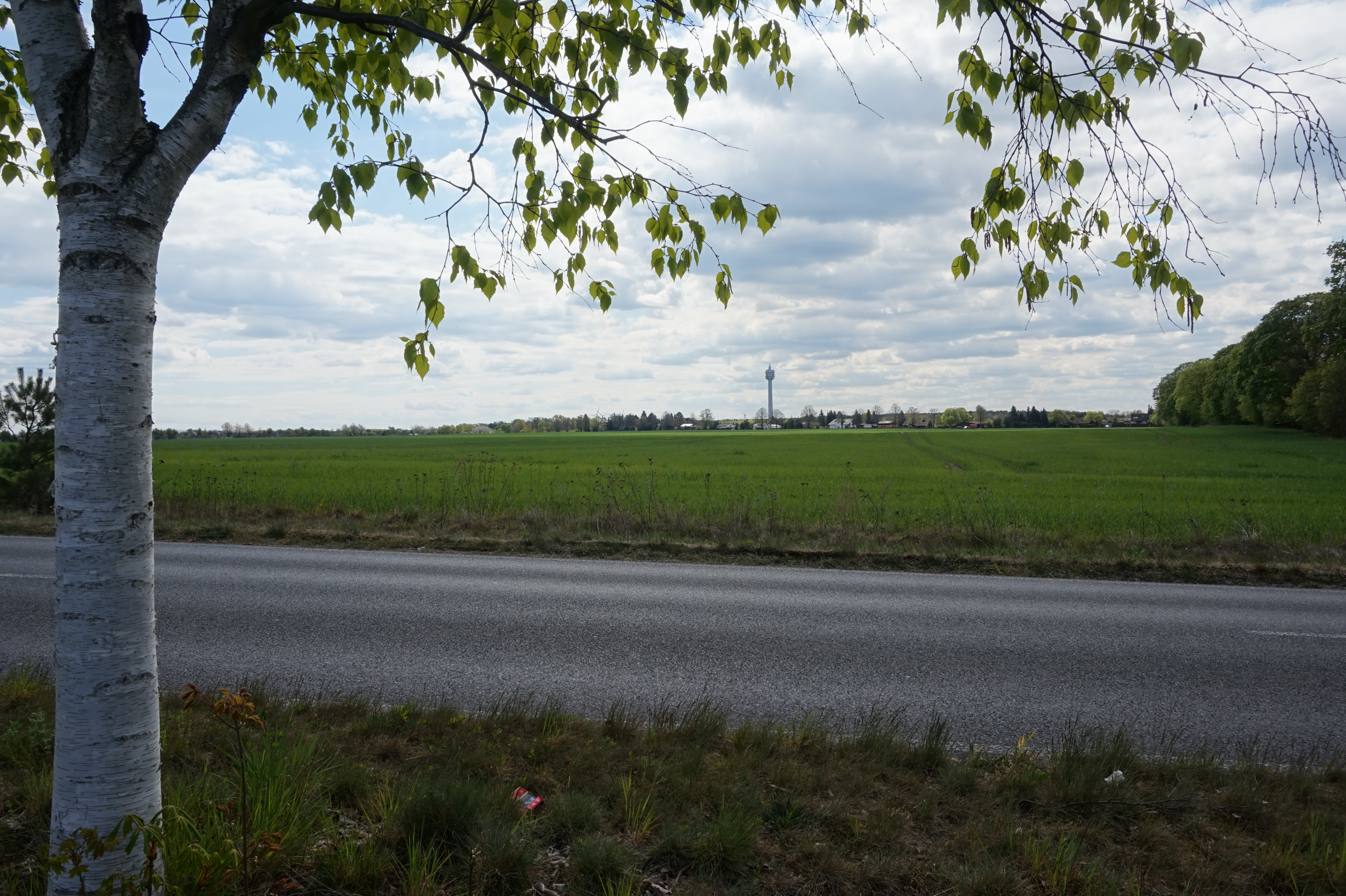
Blick nach Süden vom Ortsausgang Birkenhöhe auf den Funkturm in Birkholzaue (Bernau bei Berlin)
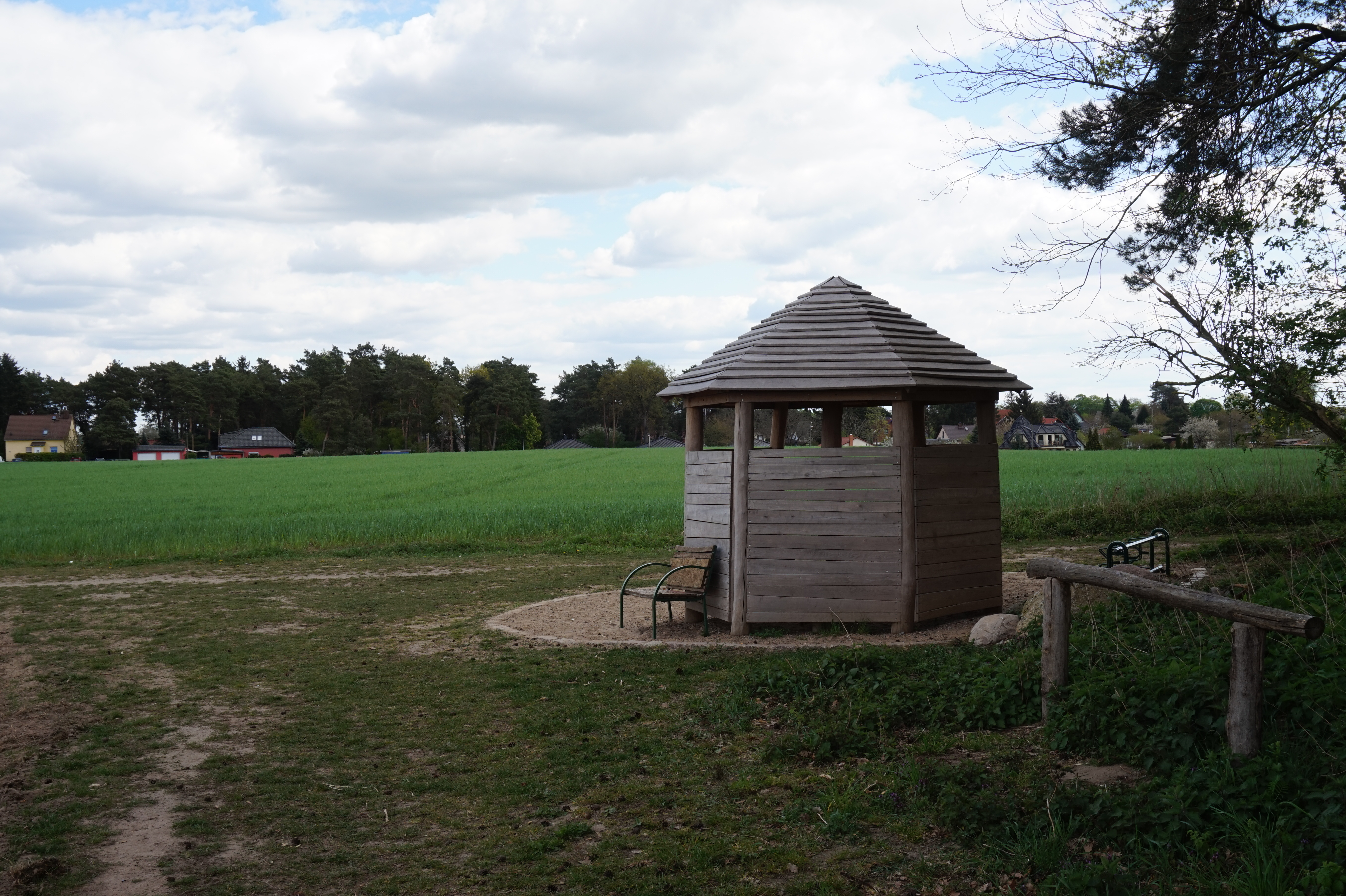
Wetterschutzhütte in Birkenhöhe mit Blick nach Osten auf einen Teil des Siedlungsbereichs